# Cleistocactus glaucus
Cleistocactus glaucus es una especie de planta suculenta perteneciente al género Cleistocactus, dentro de la familia Cactaceae. Es endémica de Bolivia.

## Descripción
Cleistocactus glaucus es una especie de cactus con tallos columnares de color gris verdoso que se ramifican desde la base y miden de 1 a 2 m de largo y de 3 a 4 cm de diámetro.    
Presenta de 12 a 18 costillas obtusas, de 3 a 5 mm de alto y crenadas (con muescas). Sobre ellas se asientan areolas blancas o parduscas de 2,5 a 4 mm de diámetro y separadas entre sí de 4 a 6 mm. Las espinas son de color castaño y se distinguen dos tipos: 
- De 1 a 3 espinas centrales, más fuertes y de 1 a 2 cm de largo.
- De 7 a 9 espinas radiales de 0,4 a 0,7 cm de largo, donde las superiores están ausentes.

Las flores son actinomorfas, rectas y tubulares. Miden de 3,2 a 4,2 cm de largo, son de color rojo anaranjado y tienen el ovario cubierto por muchas escamas. Los estambres son blancos y al igual que la mayoría de las especies del género, las flores apenas se abren.  
El fruto es globoso, de color rojo y mide aproximadamente de 1 a 1,5 cm de diámetro. En su interior encontramos semillas de color negro brillante, de 1,25 mm de largo y 0,75 mm de ancho.

## Distribución y hábitat
El área de distribución nativa de esta especie es Bolivia (concretamente el departamento de La Paz) y crece principalmente en el bioma tropical estacionalmente seco.

## Taxonomía
Cleistocactus glaucus fue descrita por el botánico alemán Friedrich Ritter y publicada por primera vez en la revista científica Taxon 13: 114 en el año 1964.
Etimología
- Cleistocactus: nombre genérico que deriva de la combinación de la palabra griega kleistos (que significa cerrado), y cactus (término latino que alude a las plantas del género Cactaceae), haciendo referencias a que son "cactus con flores cerradas", ya que en algunas especies apenas se abren y parecen estar cerradas.
- glaucus: epíteto específico que deriva del griego "glaukos" (γλαυκός), que significa "azul verdoso" o "grisáceo", haciendo referencia al color del tallo de esta especie. [3]

## Usos
Se cultiva principalmente como planta ornamental y su propagación se realiza a través de esquejes o semillas.